# Alter Südfriedhof

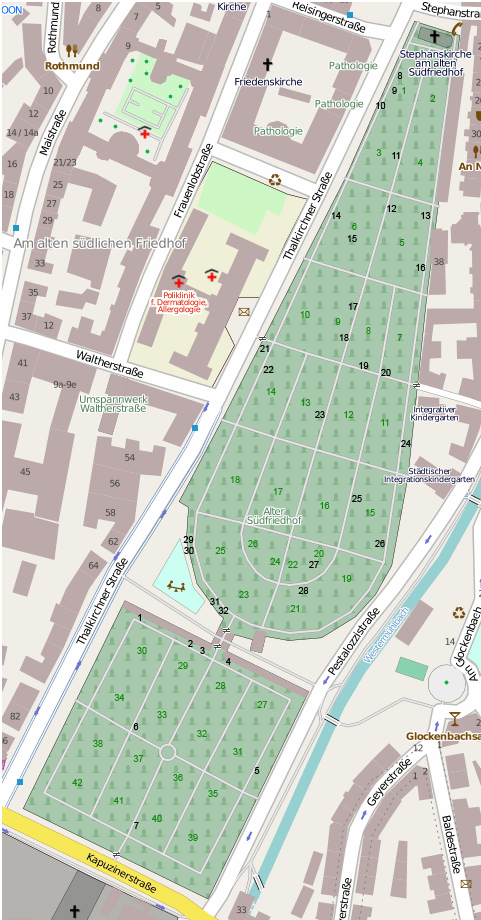
Karta över området.

Alter Südfriedhof är en begravningsplats i München, Tyskland. Den grundades 1563 av Albrekt V av Bayern för att begrava offer för Digerdöden och är belägen omkring en halv kilometer söder om stadens södra stadsport, Sendlinger Tor.
Den är också gravplats för de döda vid massakern i Sendling 1705. Mellan 1788 och 1886 var den Münchens enda begravningsplats.
Inga nya begravningar sker, utan området används i stället som en park för promenader.